# GOOD LUCK MY WAY
《GOOD LUCK MY WAY》，是日本樂團L'Arc~en~Ciel的第38張單曲。2011年6月29日發行。

## 簡介
主要曲「GOOD LUCK MY WAY」，是2011年7月上映的劇場版鋼之鍊金術師 嘆息之丘的神聖之星的主題曲。在發售前的3個月即被選作主題曲，之後才陸續更進一步地公開。
此作的發售型態有3種：初回生產限定盤、通常盤、鋼之錬金術師盤 。

## 收錄曲目

### 初回限定生產盤、通常盤
- CD

1. GOOD LUCK MY WAY / L'Arc〜en〜Ciel 
作詞：hyde；作曲：tetsuya
為劇場版鋼之鍊金術師 嘆息之丘的神聖之星的主題曲
2. Metropolis -2011- / P'UNK〜EN〜CIEL
作詞：hyde
收錄在第8張單曲『winter fall』中的「metropolis」的重新COVER版。
3. GOOD LUCK MY WAY (hydeless version) / L'Arc〜en〜Ciel 
作曲：tetsuya
4. Metropolis -2011- (T.E.Z P'unkless version)

- DVD (初回限定生產盤)

1. “GOOD LUCK MY WAY”Music Clip

### 鋼之鍊金術師盤
- CD

1. GOOD LUCK MY WAY
2. GOOD LUCK MY WAY (hydeless version)
-bonus track-
3. READY STEADY GO
動畫版「鋼之錬金術師」OP。
4. Link
劇場版「鋼之錬金術師 香巴拉的征服者」OP。收錄單曲版。
5. LOST HEAVEN
劇場版「鋼之錬金術師 香巴拉的征服者」ED。